# Bradley Snyder
Bradley (Brad) Snyder (ur. 8 stycznia 1976 w Windsor w prowincji Ontario) – kanadyjski lekkoatleta, kulomiot.
W Ottawie w 2001 zdobył złoty medal igrzysk frankofońskich. Do jego osiągnięć należą również dwa brązowe medale igrzysk panamerykańskich (Winnipeg 1999 oraz Santo Domingo 2003). Na mistrzostwach świata w Edmonton w 2001 zajął ósme miejsce, w Paryżu w 2003 był dziesiąty. Trzykrotnie startował na igrzyskach olimpijskich (Atlanta 1996, Sydney 2000, Sydney 2004), nigdy jednak nie zakwalifikował się do konkursu finałowego. Siedmiokrotnie był mistrzem Kanady (1996, 1998, 1999, 2001, 2002, 2003, 2004). 
Swój rekord życiowy (20,86 m) ustanowił 18 czerwca 2004 w Atlancie.